# Pistolet Vektor SP1
Vektor SP1, południowoafrykański pistolet samopowtarzalny kalibru 9 x 19 mm Parabellum.

## Historia konstrukcji
W 1988 roku rozpoczęto w RPA produkcję pistoletu Vektor Z88. Była to bezlicencyjna kopia włoskiej Beretty 92. W następnych latach Z88 stał się podstawową bronią krótką South African Police. W 1992 roku zakłady Lyttelton Ingenieurswerke (obecnie Vektor Arms) rozpoczęły produkcję kolejnego wzoru pistoletu także opartego na konstrukcji Beretty 92. Nowa broń była przeznaczona dla South African Defence Forces i otrzymała oznaczenie SP1 (Service Pistol 1).
SP1 nadal wykorzystywał rozwiązania przejęte z Beretty 92, ale zakres zmian w stosunku do pierwowzoru był bardzo duży. Całkowicie przekonstruowano zamek pozbawiając go charakterystycznego, odsłaniającego lufę wycięcia. W celu uniknięcia odblasków górna powierzchnia zamka jest wzdłużnie żłobkowana. Ponieważ zamek SP1 jest cięższy od zamków Beretty 92 i Vektora Z88 w celu utrzymania masy broni na tym samym poziomie konieczne było zmniejszenie masy szkieletu. W tym celu usunięto tylną część chwytu pistoletowego stanowiącą w Z88 obudowę sprężyny uderzeniowej i grzbiet chwytu. Zamiast niej i dwóch okładek chwytu zastosowano pojedynczą okładzinę obejmującą chwyt z trzech stron. Dodatkowym plusem zastosowanego rozwiązania było zmniejszenie obwodu chwytu  z 147 do 135 mm, a w związku z tym ułatwienie obsługi broni osobom o mniejszych dłoniach. SP1 otrzymał także cieńszy i w związku z tym lżejszy kabłąk osłony języka spustowego. Kolejną zmianą było przeniesienie skrzydełka bezpiecznika z zamka na szkielet, co również ułatwiało obsługę osobom o krótkich palcach.
W następnych latach SP1 był produkowany zarówno dla SADF, jak i na rynek cywilny. Później pojawiła się przeznaczone wyłącznie na rynek cywilny wersje SP2 (zasilane amunicją .40 S&W z magazynka o pojemności 11 naboi), SP1 Sport (z lufą wydłużoną  do 125 mm i kompensatorem) i SP1 Target (z lufą 125 mm i obciążnikiem na końcu lufy).

## Opis konstrukcji
Vektor SP1 jest bronią samopowtarzalną. Zasada działania oparta na krótkim odrzucie lufy. Zamek ryglowany ryglem wahliwym. Mechanizm spustowy z samonapinaniem, z kurkowym mechanizmem uderzeniowym. Kurek zewnętrzny. Bezpiecznik skrzydełkowy na szkielecie. Zabezpieczenie jest możliwe tylko przy napiętym kurku.
SP1 zasilany jest z wymiennego, dwurzędowego magazynka pudełkowego o pojemności 15 naboi, umieszczonego w chwycie. Zaczep magazynka z boku chwytu. U dołu chwytu znajduje się zagłębienie z poziomym kołkiem służącym do zamocowania smyczy.
Lufa poligonalna, o przekroju zaokrąglonego czworokąta, prawoskrętnym.
Przyrządy celownicze mechaniczne (muszka i szczerbinka). Na życzenie muszka i szczerbina mogą być wyposażone w trytowe kropki ułatwiające celowanie przy słabym oświetleniu.